# Pertunmaa
Pertunmaa est une municipalité du Sud-Est de la Finlande, dans la région de Savonie du Sud et la province de Finlande orientale.

## Géographie
La petite commune se situe en plein cœur de la région des lacs, à environ 180 km au nord de la capitale Helsinki. Elle se situe historiquement à la jonction entre le Häme et la Savonie.
La première mention du lieu date de 1559 quand elle devient une subdivision de la paroisse de Sysmä. Elle est ensuite rattachée à Mäntyharju et ne devient une commune autonome qu'au début de l'année 1927.
La municipalité est traversée par l'importante route nationale 5. Pertunmaa a 16 villages en tout, mais deux d'entre eux concentrent les deux tiers de la population: Kuortti le long de la nationale et Pertunmaa-centre, à environ 10 km au nord. Près de 1 800 maisons de vacances sont construites à Pertunmaa, entraînant un triplement de la population en été.
Les communes limitrophes sont Hirvensalmi au nord-est, Mäntyharju au sud-est, Heinola au sud-ouest, Hartola à l'ouest (les deux dans le Päijät-Häme) et enfin Joutsa au nord-ouest (Finlande-Centrale).

## Démographie
Depuis 1980, la démographie de Pertunmaa a évolué comme suit,,:
| Année      | 1980  | 1985  | 1990  | 1995  | 2000  | 2005  |
| ---------- | ----- | ----- | ----- | ----- | ----- | ----- |
| population | 2 868 | 2 600 | 2 499 | 2 305 | 2 178 | 2 102 |

| Année      | 2010  | 2015  | 2020  |
| ---------- | ----- | ----- | ----- |
| population | 1 936 | 1 817 | 1 685 |

## Politique et administration

### Conseil municipal
Le Conseil municipal de Pertunmaa est composé de 17 conseillers.
Après les élections municipales finlandaises de 2021, la répartition des sièges est la suivante de 2021 à 2025 :
| Parti   | Parti                           | Sièges |
| ------- | ------------------------------- | ------ |
|         | Parti du centre                 | 7      |
|         | Vrais Finlandais                | 1      |
|         | Parti de la coalition nationale | 4      |
|         | Chrétiens-démocrates            | 1      |
|         | Pertunmaan Sitoutumattomat YL   | 4      |
| Sources |                                 |        |

## Transports
Pertunmaa est situé le long de la route nationale 5 (Helsinki-Kuopio-Sodankylä), à 35 kilomètres au nord d'Heinola et à près de 60 kilomètres au sud de Mikkeli.
La route régionale 423 relie Pertunmaa à Hartola et à la route nationale 4.

## Personnalités
- Jari Leppä, député, ministre
- Kari Uotila, député